# Rila (město)
Rila (bulharsky Рила) je město ležící v západním Bulharsku, na začátku údolí Rilské řeky tekoucí pohořím Rila. Je správním střediskem stejnojmenné obštiny a má zhruba 2 tisíce obyvatel. Známý Rilský klášter leží výše v údolí asi 20 kilometrů východněji.

## Historie
Místo bylo osídleno již ve starověku. Nejstarší zaznamenané sídlo se nazývalo Sportela, a jak potvrzují vykopávky, rozkládalo se na západním konci současného města. Administrativně připadalo k území Pautalie. V 6. století zde byla postavena strážní pevnost Roligera. Od 10. století je historie sídla úzce spojena s Rilským klášterem, což je doloženo zápisy ze 14. století, ve kterých je uvedeno jako jeho majetek.
Po porážce Bulharska a začlenění do Osmanské říše se v berním soupisu z roku 1576 uvádí jako Irlie. V roce 1845 ho ukrajinský cestovatel Viktor Grigorovič zaznamenal jako velkou vesnici Rilo s kostelem a bulharskou školou. V roce 1859 zde američtí misionáři odhadli počet domů na 200 s vesměs bulharským obyvatelstvem. Po rusko-turecké válce se Rila stala součástí Bulharského knížectví a v roce 1883 se stala sídlem venkovské obštiny. Na město byla povýšena v roce 1969.

## Obyvatelstvo
Ve městě žije 2 500 obyvatel a je zde trvale hlášeno 2 549 obyvatel. Podle sčítání 1. února 2011 bylo národnostní složení následující:
- Bulhaři: 2 215 (96.7 %)
- Romové: 72 (3.1 %)
- ostatní: 3 (0.1 %)